# Karim Khan
Mohammad Karim Khan Zand, (khoảng 1705 – 1779), cũng được gọi là Karim Khan Đại đế (Bozorg), là một nhà lãnh đạo nắm quyền hành trên thực tế (de facto) của Ba Tư từ năm 1760 tới 1779. Ông là người sáng lập ra nhà Zand. Tuy nhiên, ông không xưng đế (shah) mà dùng hiệu Vakil ar-Ra'aayaa (Người đại diện của các thần dân).
Karim Khan từng là một trong những tướng lĩnh của vua Nader Shah Afshar. Sau khi Nader Shah bị sát hại năm 1747, đất nước rơi vào một cuộc nội chiến. Trong thời gian đó, Karim Khan, Abdolfath Khan và Ali Mardan Khan đã hoàn thành một cuộc thỏa thuận phân chia đất nước cho nhau và tôn một tôn thất nhà Safavid là Ismail III làm vua. Dù vậy, liên minh này tan rã sau khi Ali Mardan Khan chiếm Isfahan rồi giết chết Abdolfath Khan. Sau đó, Karim Khan giết hại Ali Mardan Khan và giành được quyền uy trên toàn cõi Iran trừ Khorasan, dưới quyền của Shah Rukh, cháu nội của Nader Shah. Tuy nhiên, ông không hề xưng làm shah (hoàng đế trong tiếng Ba Tư), mà lại thích lấy hiệu là Vakil ar-Ra'aayaa (Người đại diện của các thần dân).
Trong thời gian Karim Khan trị vì, Ba Tư đã phục hồi sau 40 năm bị chiến tranh tàn phá, trở thành một quốc gia thanh bình và thịnh vượng. Dưới triều ông, quan hệ ngoại giao với Anh được lập lại, ông cho phép Công ty Tây Ấn lập cơ sở kinh doanh ở miền nam Ba Tư. Ông chọn Shiraz làm kinh đô và ra lệnh xây dựng các công trình cùng một số dự án kiến trúc tại đây. Sau khi Karim Khan qua đời, nội chiến lại tái phát và những người kế tục ông không ai có khả năng cai trị đất nước hiệu quả như ông. Người cuối cùng trong số những người thừa kế của Karim Khan, Lotf Ali Khan, đã bị Agha Mohammad Khan giết hại, và nhà Qajar được thành lập.
Ngày nay, ông được ca ngợi là một trong những vị vua công bằng và tài ba trong lịch sử Ba Tư. Có rất nhiều giai thoại kể về Karim Khan như một quốc vương có lòng trắc ẩn, nhân từ với các thần dân của ông.
Bảo tàng Pars ở Shiraz là nơi yên nghỉ của Karim Khan.